# الکساندر اسوین
الکساندر اسوین (انگلیسی: Alexander Esswein؛ زادهٔ ۲۵ مارس ۱۹۹۰) بازیکن فوتبال اهل آلمان است که در پست هافبک و مهاجم بازی می‌کرد.
از باشگاه‌هایی که در آن بازی کرده‌است می‌توان به باشگاه فوتبال کایزرسلاوترن، باشگاه فوتبال آگسبورگ، باشگاه فوتبال نورنبرگ، باشگاه فوتبال وولفسبورگ، و باشگاه فوتبال دینامو درسدن اشاره کرد.
وی همچنین در تیم‌های ملی فوتبال جوانان آلمان، و جوانان آلمان، و جوانان آلمان، و جوانان آلمان، و زیر ۲۱ سال آلمان بازی کرده‌است.